# Sculthorpe
Sculthorpe – wieś w Anglii, w hrabstwie Norfolk, w dystrykcie North Norfolk. Leży 41 km na północny zachód od Norwich i 162 km na północny wschód od Londynu. Miejscowość liczy 744 mieszkańców.